# Kanton Le Donjon
Der Kanton Le Donjon war von 1790 bis 2015 ein französischer Wahlkreis im Arrondissement Vichy, im Département Allier und in der Region Auvergne. Sein Hauptort war Le Donjon. 

## Geschichte
Der Kanton wurde am 4. März 1790 im Zuge der Einrichtung der Départements als Teil des damaligen District du Donjon gegründet. Mit der Gründung der Arrondissements am 17. Februar 1800 wurde der Distrikt aufgelöst und der Kanton als Teil des damaligen Arrondissements Lapalisse neu zugeschnitten. Am 24. August 1941 wurde Vichy anstelle von Lapalisse die Verwaltung des Arrondissements zugeteilt. Die landesweiten Änderungen in der Zusammensetzung der Kantone brachten im März 2015 seine Auflösung. Seine zwei letzten Vertreter im conseil général des Départements waren von 1982 bis 2008 Jacques Cortez (PRG) und von 2008 bis 2015 Guy Labbé (PS).

## Gemeinden
| Gemeinde                 | Einwohner Jahr | Fläche km² | Bevölkerungsdichte | Code INSEE | Postleitzahl |
| ------------------------ | -------------- | ---------- | ------------------ | ---------- | ------------ |
| Avrilly                  | 142 (2013)     | 11,48      | 12 Einw./km²       | 03014      | 03130        |
| Le Bouchaud              | 203 (2013)     | 22,55      | 9 Einw./km²        | 03035      | 03130        |
| Chassenard               | 961 (2013)     | 25,12      | 38 Einw./km²       | 03063      | 03510        |
| Le Donjon                | 1.082 (2013)   | 37,02      | 29 Einw./km²       | 03103      | 03130        |
| Lenax                    | 265 (2013)     | 28,25      | 9 Einw./km²        | 03142      | 03130        |
| Loddes                   | 162 (2013)     | 23,49      | 7 Einw./km²        | 03147      | 03130        |
| Luneau                   | 291 (2013)     | 27,27      | 11 Einw./km²       | 03154      | 03130        |
| Montaiguët-en-Forez      | 321 (2013)     | 22,49      | 14 Einw./km²       | 03178      | 03130        |
| Montcombroux-les-Mines   | 334 (2013)     | 23,42      | 14 Einw./km²       | 03181      | 03130        |
| Neuilly-en-Donjon        | 218 (2013)     | 25,02      | 9 Einw./km²        | 03196      | 03130        |
| Le Pin                   | 402 (2013)     | 21,78      | 18 Einw./km²       | 03208      | 03130        |
| Saint-Didier-en-Donjon   | 269 (2013)     | 32,92      | 8 Einw./km²        | 03226      | 03130        |
| Saint-Léger-sur-Vouzance | 264 (2013)     | 18,18      | 15 Einw./km²       | 03239      | 03130        |